# Thorens (entreprise)
 (septembre 2018).
Pour les articles homonymes, voir Thorens.

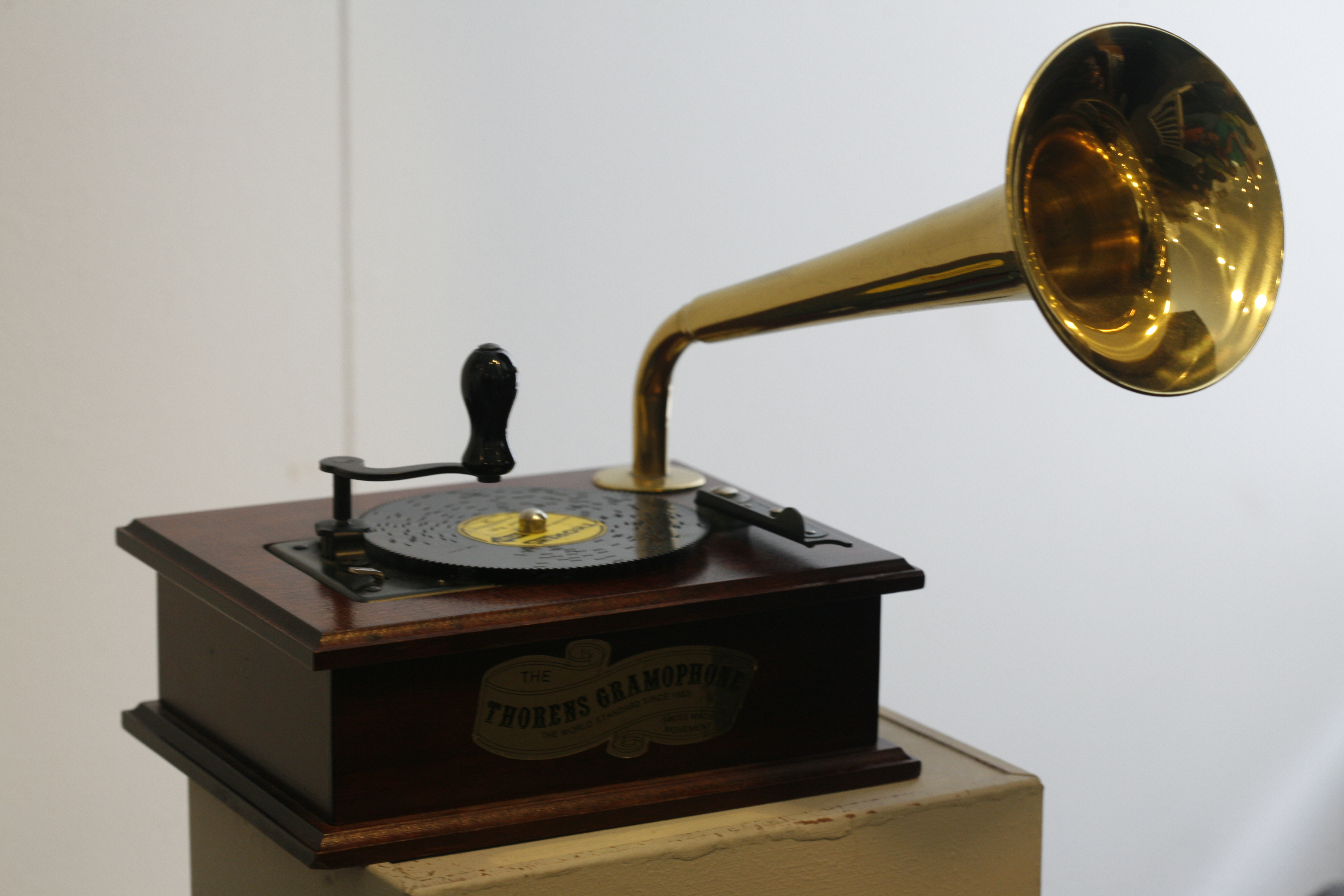
Boite à musique à disque imitation gramophone Thorens.

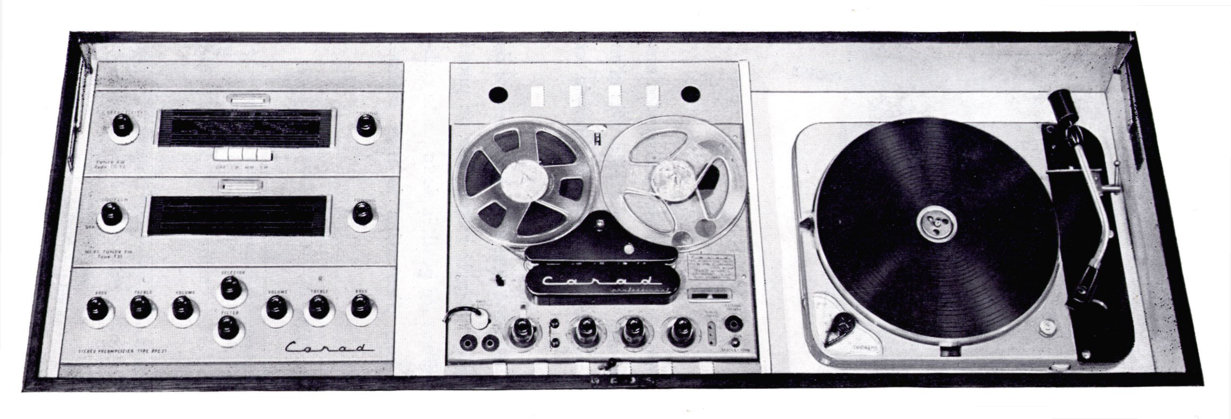
Kompaktanlage Carad Pro Arte avec Thorens TD 124.

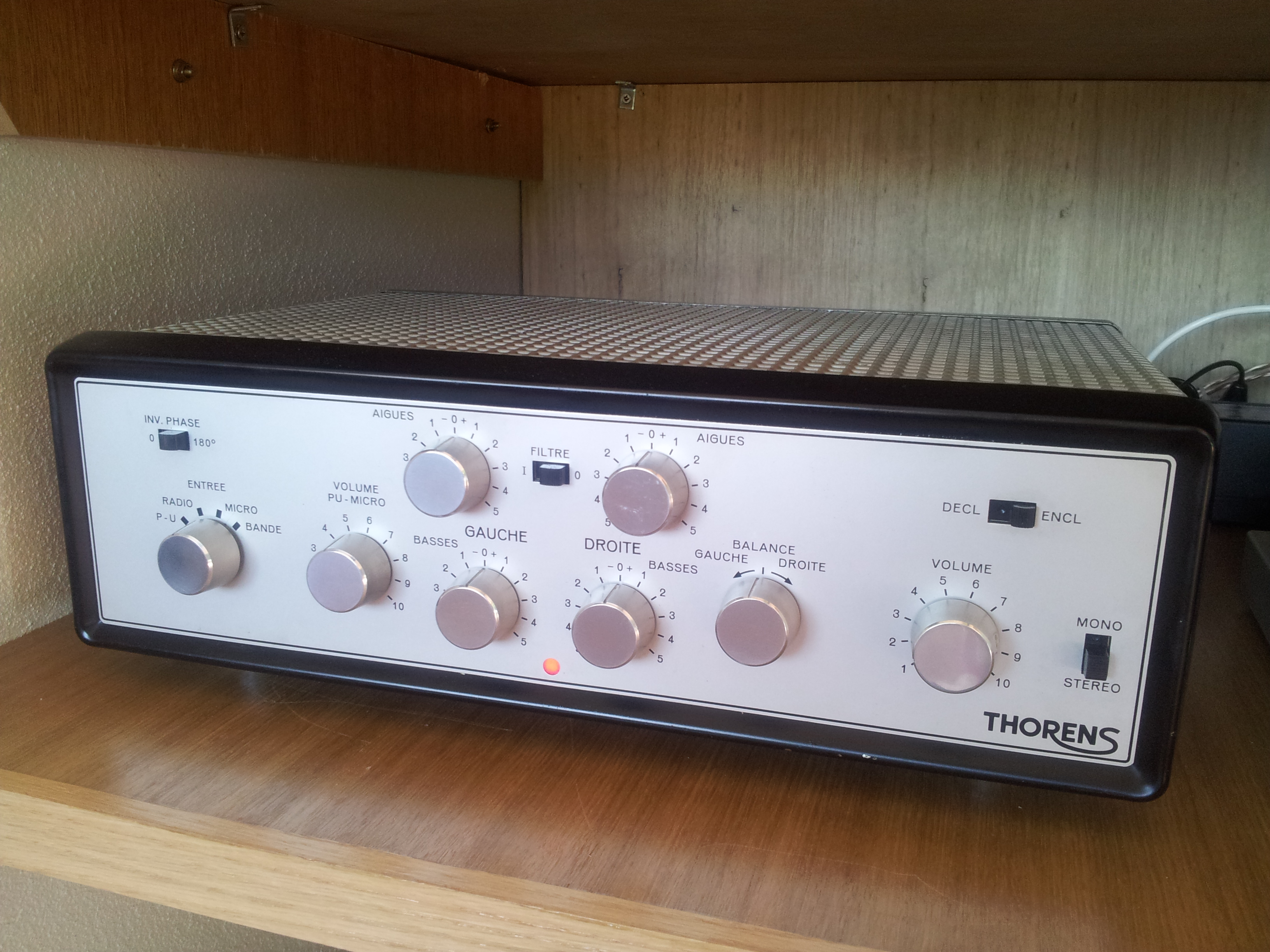
Thorens Tube Amplifier AZ25.

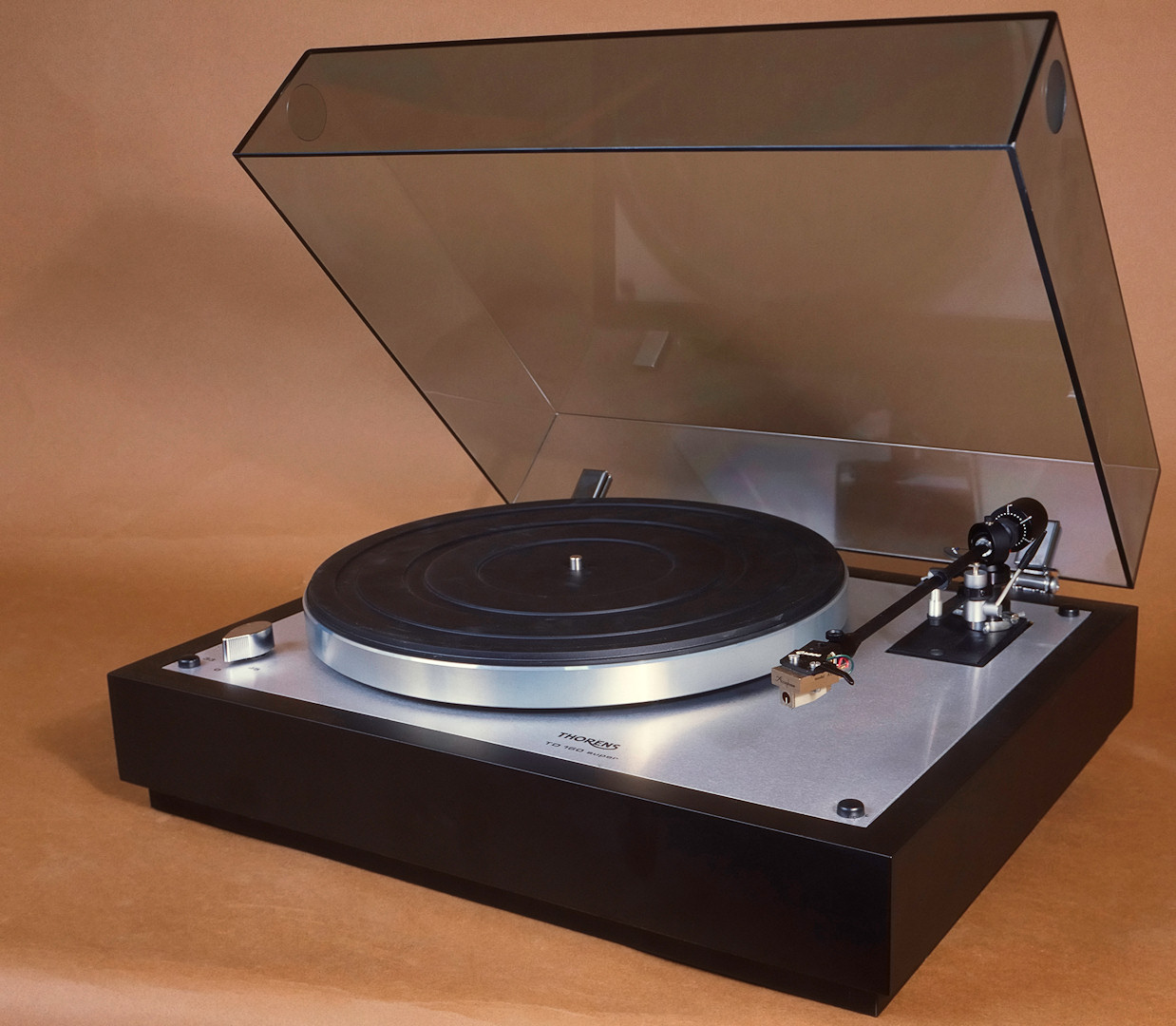
Tourne-disque Thorens TD 160 Super (1980).

Thorens est une entreprise suisse fondée en 1883 par Hermann Thorens à Sainte-Croix (Vaud) et fabriquant actuellement du matériel audio haut de gamme ; elle est principalement renommée et diffusée mondialement pour ses platines tourne-disques vinyle. Rachetée par Gunter Kürten, l'entreprise transfère son siège social en Allemagne en 2018 comme Thorens GmbH.

## Historique
Hermann Thorens commence son activité en tant que constructeur de boite à musique, comme à l'époque beaucoup d'artisans de Sainte-Croix ; son entreprise prend rapidement de l'essor grâce aux talents d'entrepreneur et de commerçant de son fondateur,.
Puis suivant les progrès et les nouvelles inventions, il produit des phonographes à cylindres et ensuite des gramophones mécaniques.
Avec l'arrivée de la radio et de l'amplification électronique, la production de moteurs électriques, bras et pick-up pour les tourne-disques suit dans les années 1930 ainsi que quelques modèles de postes de radio, tout en produisant des boîtes à musique et des gramophones mécaniques.
En 1957, Thorens sort la TD 124. Entièrement fabriquée en Suisse, elle est considérée de nos jours et par certains audiophiles comme un chef-d’œuvre de par sa complexité. Certaines, en excellent état, se vendent toujours actuellement (2020) à des prix pouvant aller jusqu'à 5 000 CHF. La platine vinyle TD 150, développée à partir de 1965, est également l'un de ses modèles les plus populaires. Sa construction sert de base aux modèles TD 125, TD 126, TD 127, TD 145 et TD 160, produites jusque dans les années 1990.
En 2019, le leadership allemand de la marque lance des modèles TD 1600 et TD 1601 annoncés comme reprenant des éléments de la platine originelle TD 160. Les platines vinyle sont exposées au High-End de Munich 2019.
Leurs ventes s’étendent dans le monde entier.